# ATC-kod A: Matsmältningsorgan och ämnesomsättning
ATC-kod A: Matsmältningsorgan och ämnesomsättning är en del av klassificeringssystemet ATC (Anatomical Therapeutic Chemical Classification System) för läkemedel och vissa andra medicinska produkter. ATC utvecklas av WHO och består av alfanumeriska koder indelade i grupper utifrån anatomi, medicinsk funktion och läkemedelstyp på 5 olika kodnivåer. Denna sida listar innehållet i en specifik grupp på den första nivån.

## A Matsmältningsorgan och ämnesomsättning
A01 Medel vid mun- och tandsjukdomar
A02 Medel vid syrarelaterade symtom
A03 Medel vid funktionella mag-tarmsymtom
A04 Antiemetika
A05 Gallsyror och koleretika
A06 Laxantia
A07 Antidiarroika och medel vid intestinala infektioner och inflammationer
A08 Antiobesitasmedel, exkl dietprodukter
A09 Digestionsmedel, inkl enzymer
A10 Diabetesmedel
A11 Vitaminer
A12 Mineralämnen
A13 Tonika (aptitstimulerande medel)
A14 Anabola steroider
A15 Aptitstimulerande medel (Inga fler koder existerar.)
A16 Övriga medel för matsmältning och ämnesomsättning

### Engelska
- WHO Collaborating Centre for Drug Statistics Methodology - ATC Index
- WHO Collaborating Centre for Drug Statistics Methodology - ATCvet Index

### Svenska
- SIL online
- FASS.se - ATC
- FASS.se - Veterinär-ATC
- Sök läkemedelsfakta - Läkemedelsverket
- Socialstyrelsen : Klassifikationer
- Nationellt produktregister för läkemedel - NPL